# تپه بروج ۱
تپه بروج ۱ مربوط به دوران پیش از تاریخ ایران باستان است و در استان قزوین، شهرستان قزوین، بخش طارم سفلی روستای بروج واقع شده و این اثر در تاریخ ۱۰ مهر ۱۳۸۰ با شمارهٔ ثبت ۳۹۰۷ به‌عنوان یکی از آثار ملی ایران به ثبت رسیده است.